# Sinngrund (Naturschutzgebiet)
Sinngrund ist der Name eines Naturschutzgebietes im gleichnamigen Talabschnitt im Landkreis Main-Spessart in Bayern.

## Lage
Das etwa 379 Hektar große Naturschutzgebiet Sinngrund liegt im Naturpark Spessart am Unterlauf des Flusses Sinn zwischen Obersinn und Gemünden am Main. Das Schutzgebiet ist in acht Teilbereiche gegliedert, die durch die Orte Obersinn, Mittelsinn, Burgsinn, Rieneck und Schaippach sowie der Staatsstraße 2304 und der Schnellfahrstrecke Hannover–Würzburg getrennt sind. Im Norden setzt sich das bayerische Naturschutzgebiet Sinngrund in den hessischen Sinnwiesen von Altengronau fort.

## Beschreibung
Das Naturschutzgebiet Sinngrund wurde im April 1999 ausgewiesen. Die naturnahe Sinn durchfließt im Schutzgebiet ein breites Wiesental mit größeren Feuchtwiesenbereichen. Es bestehen im Talgrund Altwasser- und Auwaldreste. Im Naturschutzgebiet Sinngrund befindet sich Deutschlands größter autochthone Bestand der Schachblume sowie der einzig bekannte Wuchsort des Haarstrangblättrigen Wasserfenchels in Bayern. Der Sinngrund ist Schwerpunktgebiet für die Population des Bibers im Spessart.